# Jesper Blomqvist
Lars Jesper Blomqvist, švedski nogometaš, * 5. februar 1974, Tavelsjö, Švedska.
Blomqvist, ki je zaključil svojo nogometno kariero zaradi poškodb, je igral za klube: Tavelsjö IK, Umeå FC, IFK Göteborg, A.C. Milan, Parma A.C., Manchester United, Everton, Charlton Athletic in Djurgårdens IF. 
Za švedsko nogometno reprezentanco je odigral 30 tekem.